# Los Ybanez (Teksas)
Los Ybanez je grad u američkoj saveznoj državi Teksas. Prema popisu stanovništva iz 2010. u njemu je živjelo 19 stanovnika.